# Eilmer von Malmesbury

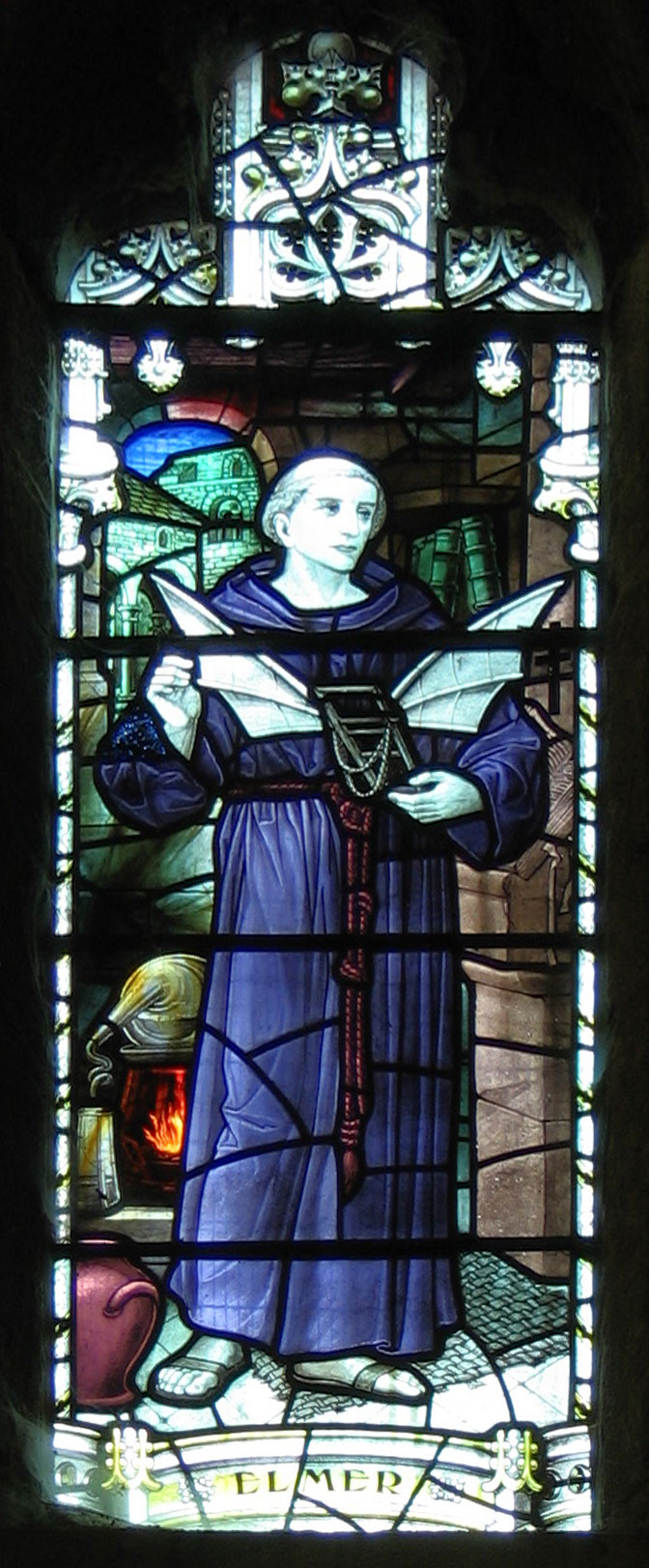
Eilmer auf einem Glasfenster in der Abtei von Malmesbury aus dem Jahr 1920. Der Flugapparat in seinen Händen ist der Ikonographie Leonardo da Vincis entlehnt.

Eilmer von Malmesbury war ein englischer Benediktinermönch aus dem 11. Jahrhundert, der laut Bericht seines Mönchsbruders Wilhelm von Malmesbury (ca. 1080–1143) einen Gleitflug von 200 m Länge unternahm.
Demnach sprang Eilmer mit an Armen und Beinen befestigten Flügeln von einem Turm, brach sich allerdings bei der Landung beide Beine, was er auf das Fehlen eines Heckflügels zurückführte.
Der Technikhistoriker Lynn Townsend White datiert das Ereignis auf Grundlage von Wilhelms Angaben in das Jahrzehnt von 1000 bis 1010 und bewertet es als authentisch.
Der Bericht über den Flugversuch Eilmers weist verschiedene Parallelen zu dem Bericht über Abbas ibn Firnas rund 200 Jahre früher auf.
Bernd Roeck bezeichnete den Flugversuch Eilmers 2017 als „ein[en] Anfang“ der folgenden, auf Empirie gegründeten technologischen Entwicklung Europas und wies darauf hin, dass Eilmer Zugang zu einer gut ausgestatteten Bibliothek gehabt haben muss, in der er antike Anregungen aufnahm.

## Rezeption
- Die deutsche Folk-Rock-Band Schandmaul interpretierte 2022 auf ihrem Album Knüppel aus dem Sack die Geschichte des Gleitflugs unter dem Titel Der Flug.